# Sandy Dane
Sandy Dane, pseudoniem van Sandy Daniëlle Touwslager (Amsterdam, 16 april 1986), is een Nederlands singer-songwriter. Nadat ze enkele jaren onder contract stond bij platenmaatschappij Sony, geeft ze sinds 2010 haar muziek in eigen beheer uit en organiseert ze concerten en festivals met voornamelijke nieuwe artiesten.

## Loopbaan
Dane studeerde aan de pabo. Eigen geschreven liedjes die ze via Myspace verspreidde, wekten de interesse van muziekproducent en voormalig Kane-gitarist Tony Cornelissen, die haar in 2008 in contact bracht met platenmaatschappij Sony Music. Onder de vleugels van Sony bracht Dane in 2008 de door Cornelissen en Bart Voncken geschreven single Peace, Love and Ice Cream uit. Het nummer werd geregeld gedraaid op de Nederlandse radio en haalde een bescheiden notering in de Single Top 100. Het werd gebruikt in een reclamecampagne van ijsmerk Ben & Jerry's en werd in 2009 gecoverd door de Koreaanse zangeres Younha.
De single werd in 2010 gevolgd door het album Beautiful and Ugly. De gelijknamige single haalde een notering in de Single Top 100. In het najaar van 2010 werd bekend dat Dane en Sony de samenwerking hadden verbroken. Dane regelde vanaf dat moment zelf haar zaken en bracht in 2011 in eigen beheer de EP Down to the Battlefield uit. In 2012 was ze een van de acts van het rondreizend festival Popronde. In 2013 startte ze een crowdfunding om een later te verschijnen album te kunnen financieren. Het album Promised not to cry kwam uiteindelijk in september 2014 uit.
Dane startte verschillende initiatieven om jong muziektalent te promoten. In een Almeers café organiseert ze sinds 2009 geregeld het Sandy Dane Festival. In augustus 2013 vond dit festival in het Almeerse Openluchttheater Castellum plaats. Daarnaast richtte ze HKConcerten op, waarmee ze akoestische sets van haarzelf en van verschillende andere artiesten in huiskamers organiseert. Bij zowel het Sandy Dane Festival als HKconcerten werkt Dane samen met onder andere Ed Struijlaart, Mister and Mississippi en Tangarine.

## Discografie

### Singles
- Peace, Love and Ice Cream (2008)
- Beautiful and Ugly (2010)
- Down to the Battlefield (2011)
- New Generation (2013)
- Burning Bridges (2014)

### Albums
- Beautiful and Ugly (2010)
- Down to the Battlefield (2011, EP)
- Promised not to cry (2014)